# Éric Dubus
Éric Dubus (* 28. Februar 1966 in Pézenas) ist ein ehemaliger französischer Mittel- und Langstreckenläufer.

## Leben
1989 gewann er Silber über 1500 m bei den Spielen der Frankophonie. Im Jahr darauf siegte er bei den Leichtathletik-Halleneuropameisterschaften in Glasgow über 3000 m.
Einem vierten Platz über 3000 m bei den Halleneuropameisterschaften 1992 in Genua folgte bei den Leichtathletik-Hallenweltmeisterschaften 1993 in Toronto die Silbermedaille über dieselbe Distanz.
1994 wurde er bei den Leichtathletik-Europameisterschaften in Helsinki Vierter über 1500 m, und bei den Leichtathletik-Weltmeisterschaften 1995 in Göteborg erreichte er in derselben Disziplin das Halbfinale.
1996 wurde er bei den Halleneuropameisterschaften in Stockholm Fünfter über 3000 m und schied bei den Olympischen Spielen in Atlanta über 1500 m im Vorlauf aus.
Beim Kurzstreckenrennen der Crosslauf-Weltmeisterschaften kam er 1998 in Marrakesch auf Rang 63 und 2000 in Vilamoura auf Rang 91.
Über 1500 m wurde er 1993 französischer Meister im Freien und 1990 in der Halle, über 3000 m holte er 1992 und 1993 den nationalen Hallentitel.

## Persönliche Bestzeiten
- 1500 m: 3:32,37 min, 12. Juli 1995, Nizza (ehemaliger französischer Rekord)
  - Halle: 3:38,2 min, 1. März 1994, Karlsruhe (Zwischenzeit)
- 1 Meile: 3:50,33 min, 16. August 1995, Zürich (französischer Rekord)
  - Halle: 3:54,16 min, 1. März 1994, Karlsruhe (ehemaliger französischer Rekord)
- 2000 m: 4:57,33 min, 26. Juni 1995, La Celle-Saint-Cloud
  - Halle: 5:03,88 min, 6. Februar 1994, Grenoble (ehemaliger französischer Rekord)
- 3000 m: 7:35,60 min, 18. August 1995, Köln (ehemaliger französischer Rekord)
  - Halle: 7:43,44 min, 5. Februar 1995, Stuttgart (ehemaliger französischer Rekord)
- 5000 m: 13:26,56 min, 13. Juni 1998, Helsinki
  - Halle: 13:58,94 min, 4. Januar 1998, Bordeaux (ehemaliger französischer Rekord)